# Parnans
Parnans é uma comuna francesa na região administrativa de Auvérnia-Ródano-Alpes, no departamento de Drôme. Estende-se por uma área de 11,24 km². Em 2010 a comuna tinha 715 habitantes (densidade: 63,6 hab./km²).